# Vicky McClure
Pour les articles homonymes, voir McClure.

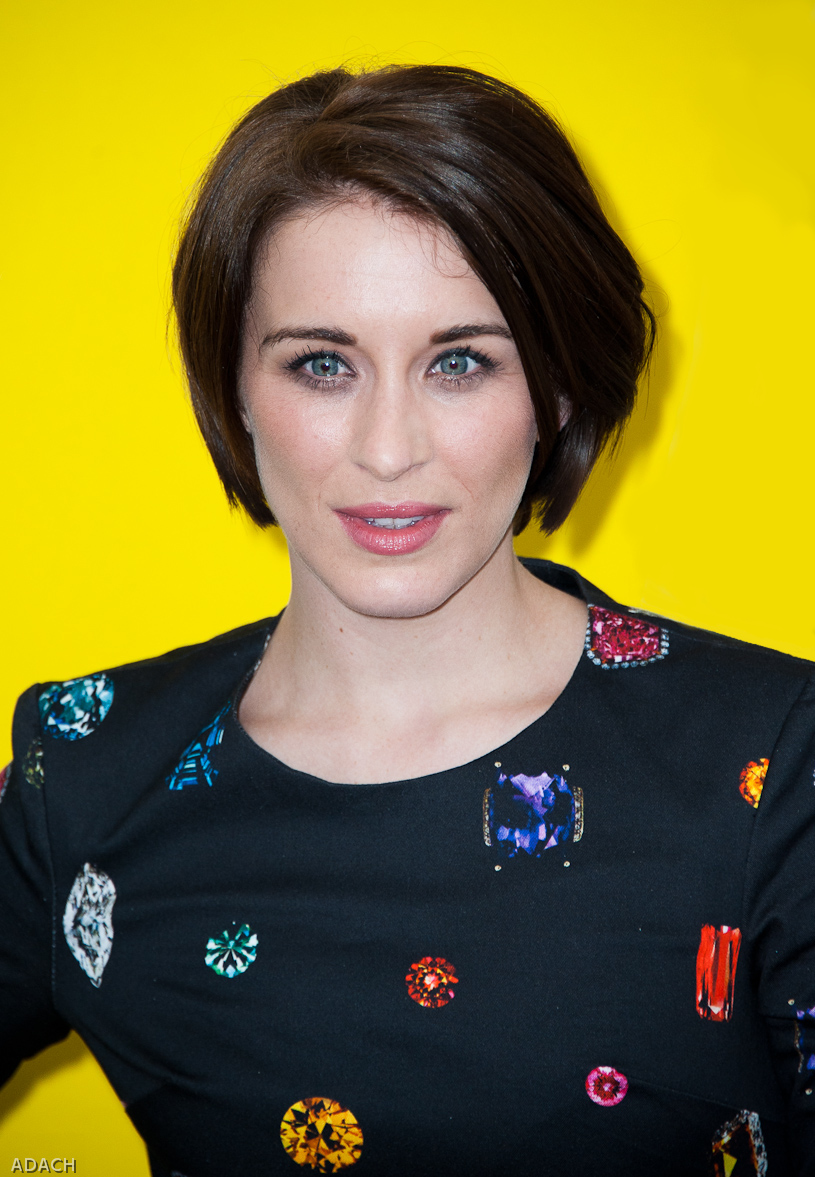
McClure en 2014

Vicky McClure, née le 8 mai 1983 à Nottingham, est une actrice, mannequin et présentatrice de télévision britannique. Elle est connue pour ses rôles d'inspecteur Kate Fleming dans la série de la BBC Line of Duty et Lol Jenkins dans le film de Shane Meadows, This Is England, et sa suite en mini-séries sur Channel 4 This is England '86 (2010), This Is England '88 (2011) et This Is England '90 (2015).
Elle a remporté le RTS Award et le British Academy Television Award de la meilleure actrice, pour son interprétation de Lol dans This is England '86 en 2011.

## Filmographie
| Année     | Film                                  | Role                           | Television   | Notes                                                                            |
| --------- | ------------------------------------- | ------------------------------ | ------------ | -------------------------------------------------------------------------------- |
| 1999      | A Room for Romeo Brass                | Ladine Brass                   |              |                                                                                  |
| 2000      | Doctors                               | Kirsty Dunns                   |              | série TV                                                                         |
| 2002      | Tough Love                            | Zoe Love                       |              | Film TV                                                                          |
| 2004      | Birth Day                             | Lucia                          |              | court-métrage                                                                    |
| 2005      | The Stairwell                         | Woman                          |              | court-métrage                                                                    |
| 2006      | This Is England                       | Frances Lorraine "Lol" Jenkins |              | [ 4 ]                                                                            |
| 2008      | Obscénité et Vertu                    | Juliette                       |              |                                                                                  |
| 2009      | Enough Rope                           | Iris                           |              | court-métrage                                                                    |
| 2009      | Cast Offs                             | Claire                         |              | série TV (1 episode: "Carrie")                                                   |
| 2010      | Five Daughters                        | Stacy Nicholls                 |              | série TV (3 episodes)                                                            |
| 2010      | Just Before Dawn                      | Fay                            |              | court-métrage                                                                    |
| 2010      | This Is England '86                   | Frances Lorraine "Lol" Jenkins |              | BAFTA TV pour meilleure actrice RTS meilleure actrice TV Choice for Best Actress |
| 2011      | Walk Like a Panther                   | Natalie                        |              | série TV                                                                         |
| 2011      | Stolen                                | DC Manda Healey                |              | Film TV                                                                          |
| 2011      | Coming Up                             | Kelly                          |              | série TV (1 episode: "Rough Skin")                                               |
| 2011      | The Body Farm                         | Tess Williams                  |              | série TV (1 episode: "Sexual Intentions")                                        |
| 2011      | This Is England '88                   | Frances Lorraine "Lol" Jenkins |              | série TV (3 episodes)                                                            |
| 2012      | True Love                             | Serena                         |              | série TV (1 episode: "Nick")                                                     |
| 2012–2021 | Line of Duty                          | DC/DS/DI Kate Fleming          |              | série TV                                                                         |
| 2013      | Broadchurch                           | Karen White                    | ITV          | série TV                                                                         |
| 2013      | Svengali                              | Shell                          |              | Film                                                                             |
| 2013      | Crazy Joe                             | Dawn                           |              | Film                                                                             |
| 2015      | Convenience                           | Levi                           |              | Film                                                                             |
| 2015      | This Is England '90                   | Frances Lorraine "Lol" Jenkins | Channel 4    | série TV (4 episodes)                                                            |
| 2016      | The Secret Agent                      | Winnie                         | BBC One      | série TV (3 episodes)                                                            |
| 2017      | The Replacement                       | Paula                          | BBC One      | série TV (3 episodes)                                                            |
| 2018      | Action Team                           | Ruth Brooks                    | ITV2         | série TV                                                                         |
| 2018      | Our Dementia Choir with Vicky McClure | Presenter                      | BBC          | Documentaire TV,                                                                 |
| 2018      | Mother's Day                          | Sue McHugh                     | BBC          | Film TV                                                                          |
| 2019      | I am Nicola                           | Nicola                         | Channel 4    | Film TV                                                                          |
| 2020      | Alex Rider                            | Mrs Jones                      | Amazon Prime | série TV                                                                         |
| 2022      | Trigger Point (en)                    | Lana Washington                | ITV          | série TV                                                                         |